# Vaccinium meridionale
Vaccinium meridionale är en ljungväxtart som beskrevs av Olof Swartz. Vaccinium meridionale ingår i Blåbärssläktet, och familjen ljungväxter. Inga underarter finns listade i Catalogue of Life.

## Bildgalleri

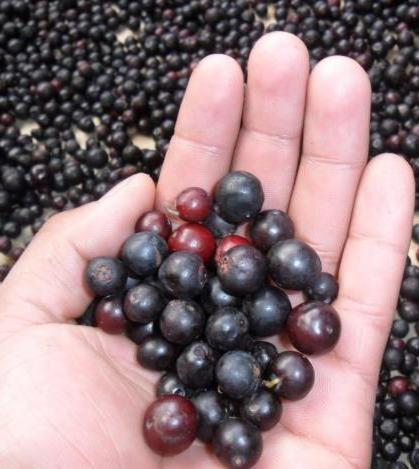